# Pasi Rautiainen
Pasi Rautiainen (Helsínquia, 18 de julho de 1961) é um futebolista finlandês.